# Ronde van Vlaanderen 1923
De 7de editie van de Ronde van Vlaanderen werd verreden op 18 maart 1923 over een afstand van 243 km met start in Gent en aankomst in Gentbrugge. De gemiddelde uursnelheid van de winnaar was 26,210 km/h. Van de 86 vertrekkers bereikten er 43 de aankomst.

## Hellingen
- Tiegemberg
- Kwaremont

## Uitslag
| Rang | Renner             | Land        | Ploeg              | Tijd     |
| ---- | ------------------ | ----------- | ------------------ | -------- |
| 1    | Heiri Suter        | Zwitserland | Gurtner-Hutchinson | 9.16'15" |
| 2    | Charles Deruyter   | België      | Gurtner-Hutchinson | z.t.     |
| 3    | Albert Dejonghe    | België      | La française       | z.t.     |
| 4    | Jules Vanhevel     | België      | Buysse-Colonial    | op 1'25" |
| 5    | Theophile Beeckman | België      | Griffon - Dunlop   | op 1'55" |
| 6    | Emile Masson       | België      | Alcyon-Dunlop      | z.t.     |
| 7    | Jean Rossius       | België      | La française       | op 2'35" |
| 8    | Charles Juseret    | België      | Peugeot-Wolber     | z.t.     |
| 9    | Nicolas Frantz     | Luxemburg   | Thomann-Dunlop     | op 2'40" |
| 10   | Denis Verschueren  | België      | Wonder-Dunlop      | op 5'    |

## Deelnemers
9. Alfons Van Hecke, Hooglede
10. Florent Van den Berghe, Roeselare
11. Juul Huyvaert, Aeltre
12. Dorsan Merckx, Stekene
13. Vertriest A., Nederzwalm
14. Camiel Van de Casteele, Belg. leger
15. Louis Mottiat, Brussel
16. Emiel Masson, Bierset
17. Félix Sellier, Gemblours
18. René Vermandel, Anderlecht
19. Jaak Coomans, Herstal
20. Paul Lesseault, Parijs
21. Hektor Heusghem, Ransart
22. Albert Jordens, Luik
23. Marcel Lacour, Montegnée
24. Viktor Lenaers, Tongeren
25. Henri Moerenhout, Brussel
27. Albert Dejonghe, Middelkerke
28. Léon Scieur, Florennes
29. Jan Rossius, Rétinne
30. Théo Beeckman, Meerbeke
31. Marcel Huot, Lagny
32. Marcel Godard, Parijs
33. Eugeen Dhers, Versailles
34. Laurent Seret, Hollogne
37. Félix Goethals, Calais
38. Niklaas Frantz, Luxemburg
40. Karel Juseret, Brussel
42. Maurits De Waele, Lovendegem
43. Emiel Thollembeek, Denderwindeke
44. Denis Verschueren, Iteghem
45. Odiel Taillieu, Staden
46. Frans Walraevens, Brussel
47. Léon Van Aken, Hoevenen
48. Jozef Jumet, Dampremy
49. Odiel Defraeye, Rumbeke
50. Fritz Wiersma, Amsterdam
51. A. Van de Stel, Den Haag
53. Théo Van Eetvelde, Hamme St-Anna
57. Juul Van Hevel, Oostende
58. César De Baets, Harelbeke
62. Hilaire Hellebaut, Gent
63. Henri Dejaegher, Somergem
64. Benjamin Mortier, Couckelaere
65. Julien Volbrecht, Nieuwpoort
66. Frans Van den Broeck, Turnhout
67. Edward Dick, Meirelbeke
68. Viktor Standaert, Ninove
69. Alfons Standaert, Ninove
72. Cyriel Buysse, Wontergem
73. Karel Govaert, Brugge
75. Jan Binst, Vilvoorde
76. Karel Haidon, Engis
77. Emiel Van Nevele, Auroir
79. Fernand Dossche, Brussel
82. Alfons Seynaeve, Iseghem
83. Achiel Depauw, Lophem
84. Camiel Leroy, Namen
87. Edward Thysman, St-Niklaas-Waes
88. Karel De Ruyter, Parijs
89. Henri Suter, Zurich
90. Kastor Notter, Niederhof
91. Henri Reimond, Zurich
92. J.-B. Mosselmans, St-Genesius-Rhode
95. Gaston Carels, Gent
96. Juul Matton, Harelbeke
97. Louis Budts, Duffel
98. Léon Braeckeveldt, Bray-sur-Escaut
99. Juul Samyn, Tourcoing
100. Frans Arents, Brugge
102. Oscar Voet, Niel
104. Gérard Plas, Vilvoorde
107. Basiel Matthys, Seevergem
108. Gustaaf Lampaert, Oost-Roosebeke
112. W. Paymans, Tilburg
113. Gustaaf Schepens, Calcken
114. Henri Louis, St-Servais (Namen)
115. Pier Hudseyn, Koekelberg
116. Jozef Marchand, Moustier-sur-Sambre
118. Alfred Steux, Dottenys
120. Jozef Verberkt, Niel
122. Filémon Van Laere, Oost-Eekloo
123. Juul Beyens, Luxemburg
124. Kamiel Thonon, Luik
125. Hendrik Moerenhout, Brussel
1913 · 
1914 · 
1915 · 
1916 · 
1917 · 
1918 · 
1919 · 
1920 · 
1921 · 
1922 · 
1923 · 
1924 · 
1925 · 
1926 · 
1927 · 
1928 · 
1929 · 
1930 · 
1931 · 
1932 · 
1933 · 
1934 · 
1935 · 
1936 · 
1937 · 
1938 · 
1939 · 
1940 · 
1941 · 
1942 · 
1943 · 
1944 · 
1945 · 
1946 · 
1947 · 
1948 · 
1949 · 
1950 · 
1951 · 
1952 · 
1953 · 
1954 · 
1955 · 
1956 · 
1957 · 
1958 · 
1959 · 
1960 · 
1961 · 
1962 · 
1963 · 
1964 · 
1965 · 
1966 · 
1967 · 
1968 · 
1969 · 
1970 · 
1971 · 
1972 · 
1973 · 
1974 · 
1975 · 
1976 · 
1977 · 
1978 · 
1979 · 
1980 · 
1981 · 
1982 · 
1983 · 
1984 · 
1985 · 
1986 · 
1987 · 
1988 · 
1989 · 
1990 · 
1991 · 
1992 · 
1993 · 
1994 · 
1995 · 
1996 · 
1997 · 
1998 · 
1999 · 
2000 · 
2001 · 
2002 · 
2003 · 
2004 · 
2005 · 
2006 · 
2007 · 
2008 · 
2009 · 
2010 · 
2011 · 
2012 · 
2013 · 
2014 · 
2015 · 
2016 · 
2017 · 
2018 · 
2019 · 
2020 · 
2021 · 
2022 · 
2023 · 
2024
Lijst van beklimmingen